# Bandkeramische Siedlung Göttingen-Grone
Die Bandkeramische Siedlung Göttingen-Grone ist ein jungsteinzeitlicher Siedlungs- und Bestattungsplatz der Bandkeramischen Kultur in Grone, einem Stadtteil von Göttingen in Niedersachsen. Die von etwa 5200 bis 4900 v. Chr. bestehende Siedlung zählte zur ersten bäuerlichen Kultur in Mitteleuropa. Zwischen 1994 und 1997 erfolgten archäologische Untersuchungen, die zur Freilegung von 32 Hausgrundrissen und 18 Bestattungen führten.

## Fundstelle
Die Fundstelle liegt auf einem nach Süd-Ost abfallenden Hang mit Lössboden in der Nähe von mehreren Wasserläufen. Diese naturräumlichen Gegebenheiten wurden in der Jungsteinzeit bevorzugt.

## Forschungsgeschichte
Die Fundstelle war der Stadtarchäologie Göttingen seit längerem bekannt, da bei Begehungen bandkeramische Scherben gefunden wurden. Bei der Anlage eines Regenrückhaltebeckens 1994 kam es zu ersten Ausgrabungen, die bandkeramische Funde und Befunde hervorbrachten. Beim Bau einer Umgehungsstraße als Westumgehung von Grone und dem Bau eines Einkaufszentrums kam es von 1996 bis 1997 zu größeren Ausgrabungen, die eine Fläche von 25.000 m² Fläche umnfassten. Da die Siedlung nicht vollständig ausgegraben wurde, ist ihre Gesamtgröße nicht bekannt. Im Wesentlichen lag sie unter den Parkplätzen des heutigen Einkaufszentrums. Bei den Ausgrabungen wurden nur die westliche und die südliche Siedlungsgrenze erfasst. Bei den Grabungen wurden 2600 Befunde dokumentiert und rund 20.000 Keramikscherben mit einem Gewicht von 200 kg gefunden. Die Datierung der Siedlung zwischen 5200 und 4900 v. Chr. beruht auf der Auswertung der Fundkeramik.

## Gebäude
Die 32 entdeckten Langhäuser waren bis zu 30 Meter lang und hatten eine Breite von rund 8 Metern. Die Pfostengruben waren bis zu 1,5 Meter unter der heutigen Oberfläche erhalten. Aufgrund von Bodenerosion war der jungsteinzeitliche Laufhorizont nicht mehr vorhanden. Zwischen zwei Gebäuden fand sich in einer Grube die 10 cm starke Lehmplatte einer Ofenanlage mit einem Durchmesser von 1,8 Meter. Ursprünglich befand sich darüber eine Kuppel aus lehmverstrichenem Geflecht. Der Ofen konnte zum Dörren, Rösten oder Backen benutzt werden.
Die chemischen Bodenverhältnisse haben für gute Erhaltungsbedingungen gesorgt, so dass sich Pfosten- und Vorratsgruben sowie Knochenmaterial durch den hohen Kalkgehalt gut erhalten haben.

## Bestattungen
Innerhalb der Siedlung wurden 18 Bestattungen von Männern, Frauen und Kindern entdeckt. Die Gräber befanden sich zwischen und nahe bei den Häusern. Derartige Siedlungsbestattungen sind in Niedersachsen selten. Die Bestattungsarten waren zum Teil ungewöhnlich. Drei Verstorbene wurden in Bauchlage bestattet. Eine seltene Bestattungsart war ein Doppelgrab, bei dem ein Individuum in Hocklage lag und ein weiterer Verstorbener in Bauchlage darüber abgelegt war. Die Schädel lagen Wange an Wangen aneinander. Eine weitere rätselhafte Bestattung war ein Toter, der eng zusammengedrückt in einer Grube lag. Ihm fehlten Unterschenkel und Füße und der linke Arm.